# Amfiteatr w Dolinie Charlotty

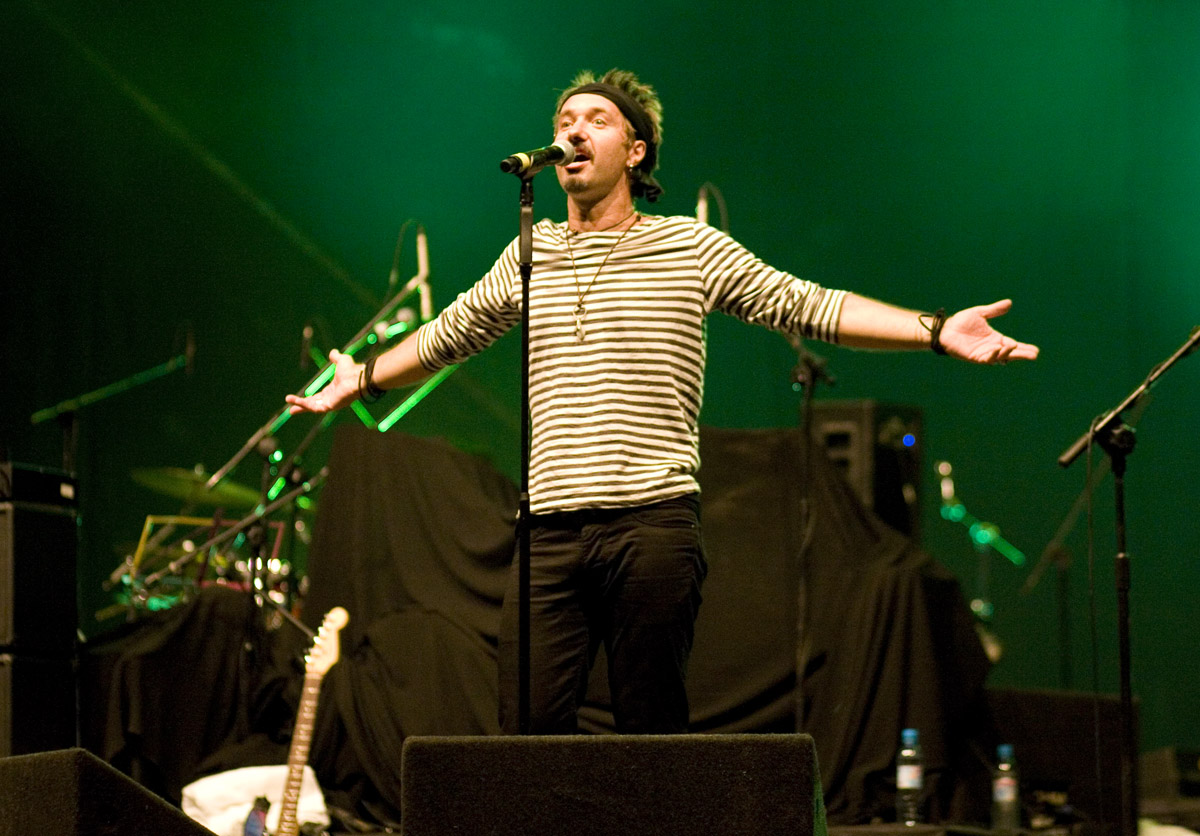
Koncert w amfiteatrze w Dolinie Charlotty

Amfiteatr w Dolinie Charlotty – amfiteatr położony nieopodal Słupska, na pograniczu miejscowości Strzelinko i Zamełowo. Widownia może pomieścić 10 tys. osób. Obiekt wchodzi w skład kompleksu rekreacyjnego Dolina Charlotty Resort & Spa.
W amfiteatrze od 2007 roku cyklicznie odbywa się Festiwal Legend Rocka. Organizowana też jest Noc Kabaretowa, a także koncerty muzyki operowej i opertkowej.